# Aslı Erdoğan
Aslı Erdoğan, född 8 mars 1967 i Istanbul, är en turkisk författare och människorättsaktivist. Hon räknas till den turkiska samtidslitteraturens främsta namn. Hon är utbildad till fysiker och har arbetat vid CERN och disputerat om partikelfysik i Rio de Janeiro.

## Framträdande verk
Erdoğan romandebuterade 1994 med Kabuk Adam. 1996 följde hon upp med Mucizevi Mandarin (Den mirakulöse mandarinen), som blev det av hennes verk som först översattes till svenska. 2008 utkom Den mirakulöse mandarinen i Ulla Lundströms svenska översättning på Rámus Förlag. Hennes andra roman Kirmizi Pelerinli Kent (Staden i den röda kappan) publicerades 1998 och utkom i svensk översättning i november 2010. Romanen handlar om den unga turkiska författarinnan Özgür som befinner sig i Rio de Janeiro för att slutföra sin roman Staden i den röda kappan. 
Efter kuppförsöket år 2016 i Turkiet hölls hon fängslad över tre månader eftersom hon hade skrivit några kurdvänliga kolumner i tidningen Özgür Gündem. Hon tilldelades Tucholskypriset samma år.